# Instituto de Ciências Biomédicas Abel Salazar
O Instituto de Ciências Biomédicas Abel Salazar (ICBAS) é uma unidade orgânica da Universidade do Porto que  tem como missão criar, transmitir e difundir conhecimento na área das ciências da vida e da saúde.
O Instituto ministra ensino nos domínios da Medicina, Medicina Veterinária, Ciências do Meio Aquático, Bioquímica e Bioengenharia..
O ICBAS tem como patrono o professor Abel Salazar (1889-1946) e como lema: "Um médico que só sabe Medicina nem Medicina sabe."
As cores do Instituto são o amarelo e azul, que simbolizam a aliança da Medicina com a Ciência.
Leccionam no ICBAS cerca de 200 docentes com o grau de doutor, destes cerca de 50 são professores catedráticos.
No âmbito da Biologia Fundamental e Aplicada, o ICBAS é a maior das instituições portuguesas de estudos pós-graduados: frequentam-no mais de 750 alunos de doutoramento, num universo de mais de 3500 alunos de cerca de 20 nacionalidades diferentes.

## História

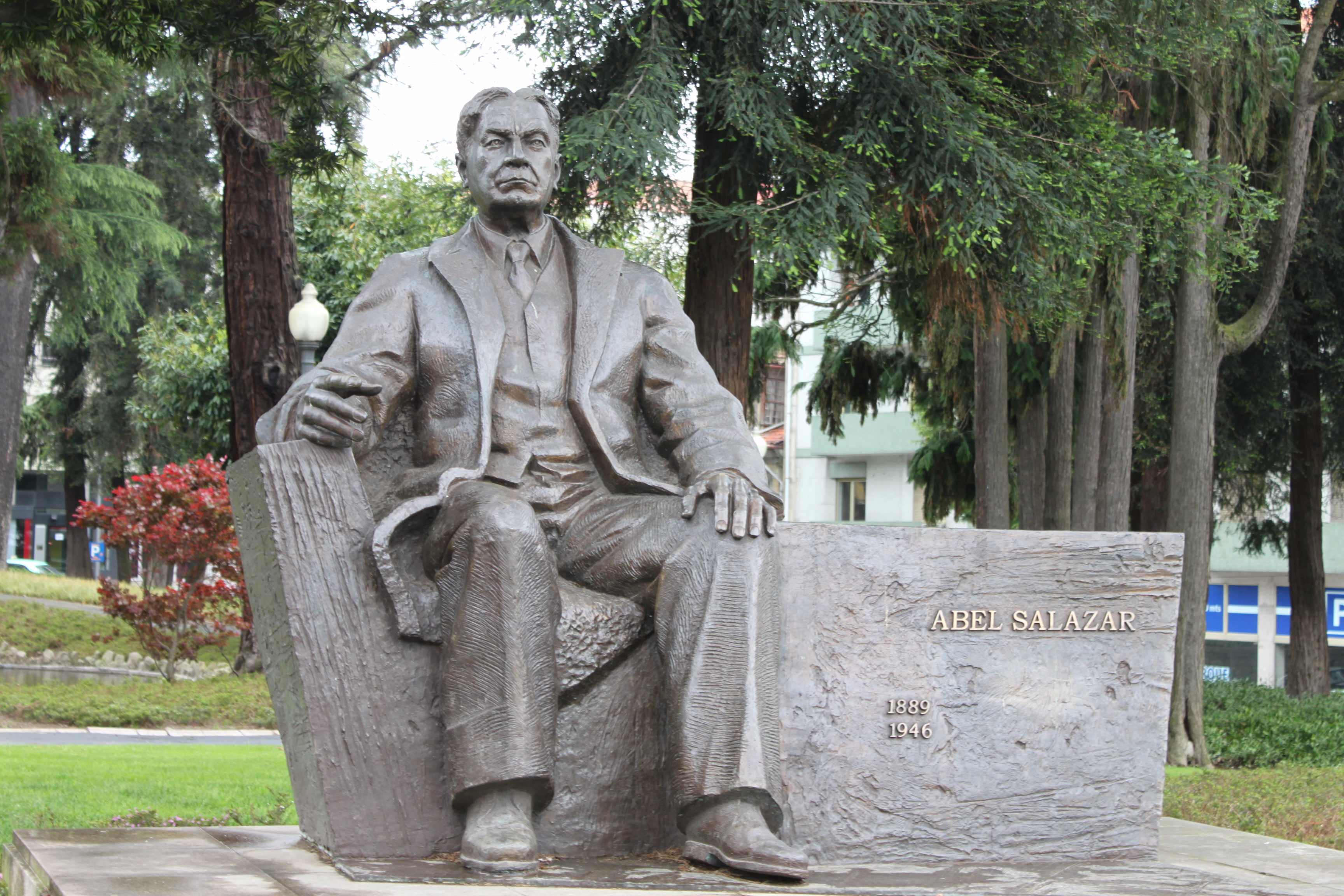
A estátua do Professor Abel Salazar, olhando para o edifício antigo do Instituto.

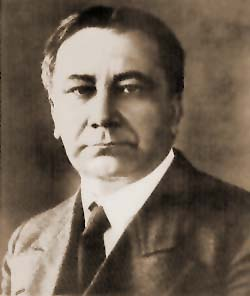
Abel de Lima Salazar (1889-1946)

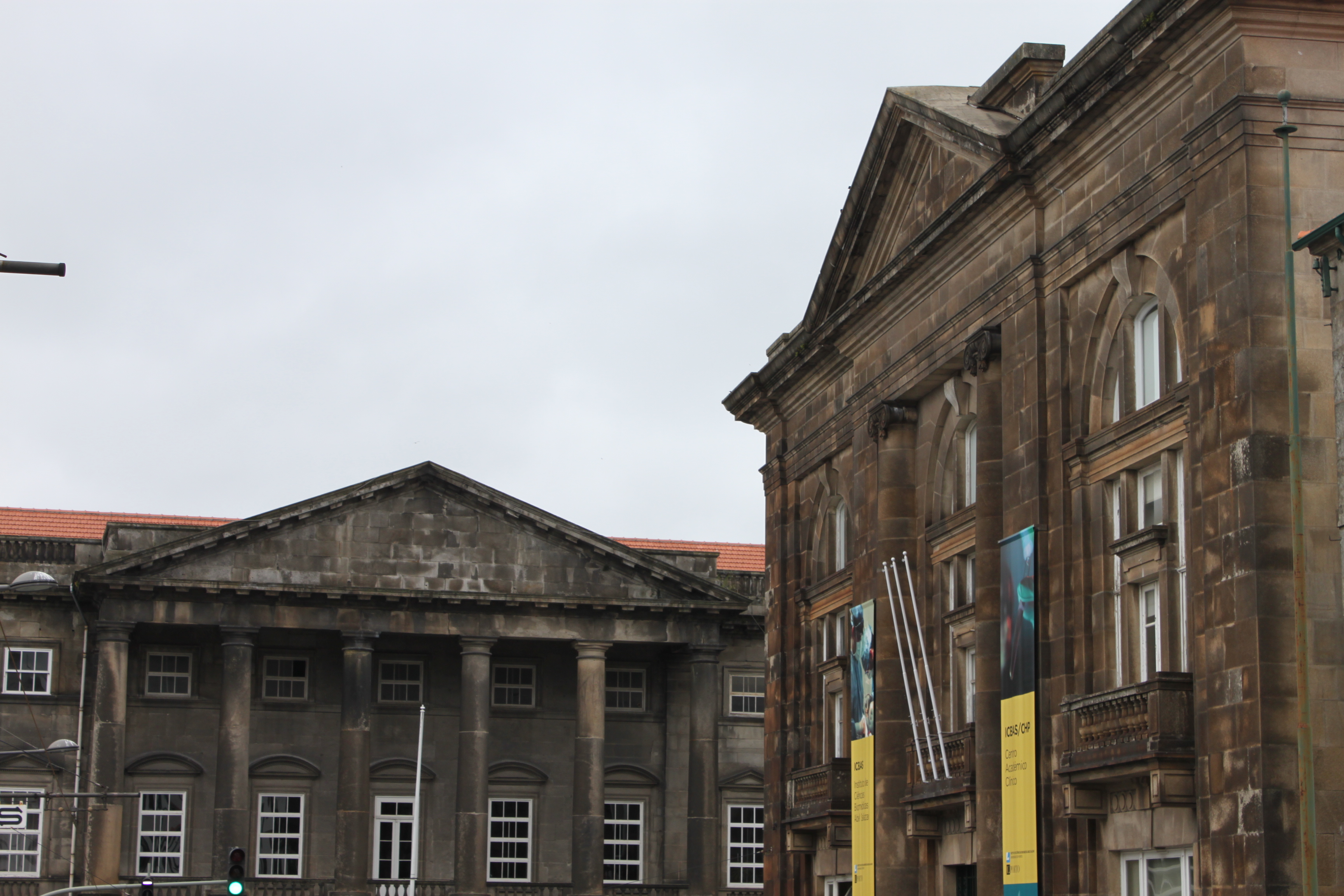
Fachada do edifício antigo do ICBAS e, ao fundo, a fachada do edifício Neoclássico do Hospital de Santo António

O ICBAS foi criado, em maio de 1975, por iniciativa de um grupo de personalidades da Universidade do Porto, entre as quais Corino de Andrade, Ruy Luís Gomes e Nuno Grande, como instituição anexa à Reitoria da Universidade do Porto, sendo a sua génese baseada num conjunto de grandes princípios, que veio modelar o perfil que o Instituto tem ainda hoje: sólida formação de base e aposta na formação avançada, investigação e inovação.
Inspirado no pensamento e obra de Abel Salazar, seu patrono, o Instituto de Ciências Biomédicas Abel Salazar (ICBAS) assumiu-se, desde as origens, como uma escola multidisciplinar e multiprofissional na área das Ciências da Vida, num sentido lato, adoptando,  como lema: Um médico que só sabe Medicina nem Medicina sabe, gravado no átrio principal do edifício antigo. Imediatamente abaixo estão igualmente gravadas as seguintes palavras de Abel Salazar: Não tenho ambições políticas, nem jamais as terei, como jamais as tive mas tenho deveres sociais a cumprir, que cumprirei conforme os ditames da óptica científica.
Acerca de Abel Salazar e das linhas orientadoras do Instituto de Ciências Biomédicas Abel Salazar, o Professor Nuno Grande escreveu no Jornal de Notícias de 29 de dezembro de 1996:
«Abel Salazar foi, porventura, a personalidade mais plurifacetada da cultura portuguesa. De facto, na investigação científica como na pintura, na escultura como na gravura, no cinzelado como na literatura, se exprime um espírito original, imaginativo e rigoroso, como não há paralelo na história cultural portuguesa. Verdadeiro homem da Renascença, associou uma sensibilidade apurada e um sentido crítico arguto a uma necessidade imperiosa de busca de novas referências, que deram a dimensão da obra gigantesca que nos legou. Não é possível relacionar essa obra com qualquer escola científica, artística, filosófica ou ideológica, porque Abel Salazar não cabia em chavetas sistematizantes, dizendo de si próprio que poderia ser classificado como anarquista científico. Inovador em todas as manifestações de um espírito inquieto, foi-o também como pedagogo, o que acabou por se tornar uma característica utilizada pelo Conselho Escolar para o afastar do convívio com os alunos e com a Faculdade. Foi acusado de estar mentalmente perturbado, pois punha alunos a dar aulas teóricas, facto cujo ineditismo para a época revela a preocupação de estimular os mais dotados para a docência. Procurava despertar e orientar o inconformismo natural dos jovens, ensinando-os a pôr questões e a equacionar processos de procura de resposta a essas questões. Por isso criticava o "urso", aluno que estudava apenas para obter boas classificações numa postura passiva em face do saber oficial. Abel Salazar manteve o laboratório aberto durante o dia e a noite, de modo a que os alunos pudessem ter acesso, se o quisessem, a todos os meios de aprendizagem, não tendo cedido às pressões dos que pretendiam ser esta atitude perigosa para o património da Faculdade. Assim distinguia os alunos com maior capacidade para programar os tempos de trabalho. A esses estimulava a auto-aprendizagem e a participação em programas de pesquisa laboratorial. A avaliação dessa aprendizagem incluía não só a valorização dos conhecimentos adquiridos, como também a capacidade de observação, o método descritivo, o sentido analógico e a capacidade interpretativa. Estas características não vinham nos livros ou nas "sebentas" mas permitiram distinguir alguns dos que mais tarde foram seus colaboradores e seguidores. Não fora a injustiça e a prepotência que o impediram de continuar a exercer a docência e estavam criadas as condições para se ter constituído uma verdadeira Escola de Histologistas no Porto. Abel Salazar foi também um excepcional divulgador, escrevendo nos jornais, de grande e pequena tiragem, artigos de divulgação do conhecimento científico e de opinião cívica que são testemunho das qualidades pedagógicas deste professor que paradigmatiza o verdadeiro Mestre.
Recordá-lo nos cinquenta anos da sua morte é um acto salutar para a sociedade portuguesa, cada vez mais carente de referências dignificantes.»

## Formação ministrada
As formações do ICBAS privilegiam a preparação para o exercício profissional da medicina humana, da medicina veterinária, das ciências do meio aquático, da bioquímica e da bioengenharia, ou oferecem especializações de 2.º e 3.º ciclos nessas áreas e noutras relacionadas. A preparação dos estudantes requer professores altamente qualificados e profissionalmente exigentes, pelo que o ICBAS trabalha, em estreita colaboração, com estruturas associadas, como o Centro Hospitalar Universitário do Porto (Hospital Geral de Santo António), Hospital Magalhães Lemos, Instituto Português de Oncologia (IPO), Hospital Joaquim Urbano, Centro Hospitalar de Vila Nova de Gaia, Instituto de Ciências Agrárias de Vairão (ICAV), Instituto do Mar e da Atmosfera (IPMA) e o Instituto de Investigação e Inovação em Saúde (i3S), Centro Interdisciplinar de Investigação Marinha e Ambiental (CIIMAR), Estação Litoral da Aguda (ELA) e outras faculdades da Universidade do Porto como a Faculdade de Ciências e a Faculdade de Engenharia.

## Centro Biomédico de Simulação
O ICBAS dispõe de um Centro Biomédico de Simulação (CBS CHP-ICBAS), associado ao ensino clínico, onde se incluem simuladores de diversas patologias, alguns dos quais únicos no país, como por exemplo alguns simuladores de patologia cardiovascular.
O Centro Biomédico de Simulação está acessível aos estudantes do ciclo clínico e aos docentes e está equipado com modelos de simulação de suporte básico de vida, de suporte imediato de vida, de exame ao fundo dos olhos e aos ouvidos, de toque retal, de patologias cardiorespiratórias, de entubação de doentes e de obstetrícia e ginecologia, entre outros. O ICBAS aposta na oferta pós-graduada para os seus estudantes e público em geral, dispondo de Mestrados em vários ramos das ciências da saúde e da vida, bem como Doutoramentos em diferentes áreas, como acima exposto.

## Serviços à comunidade

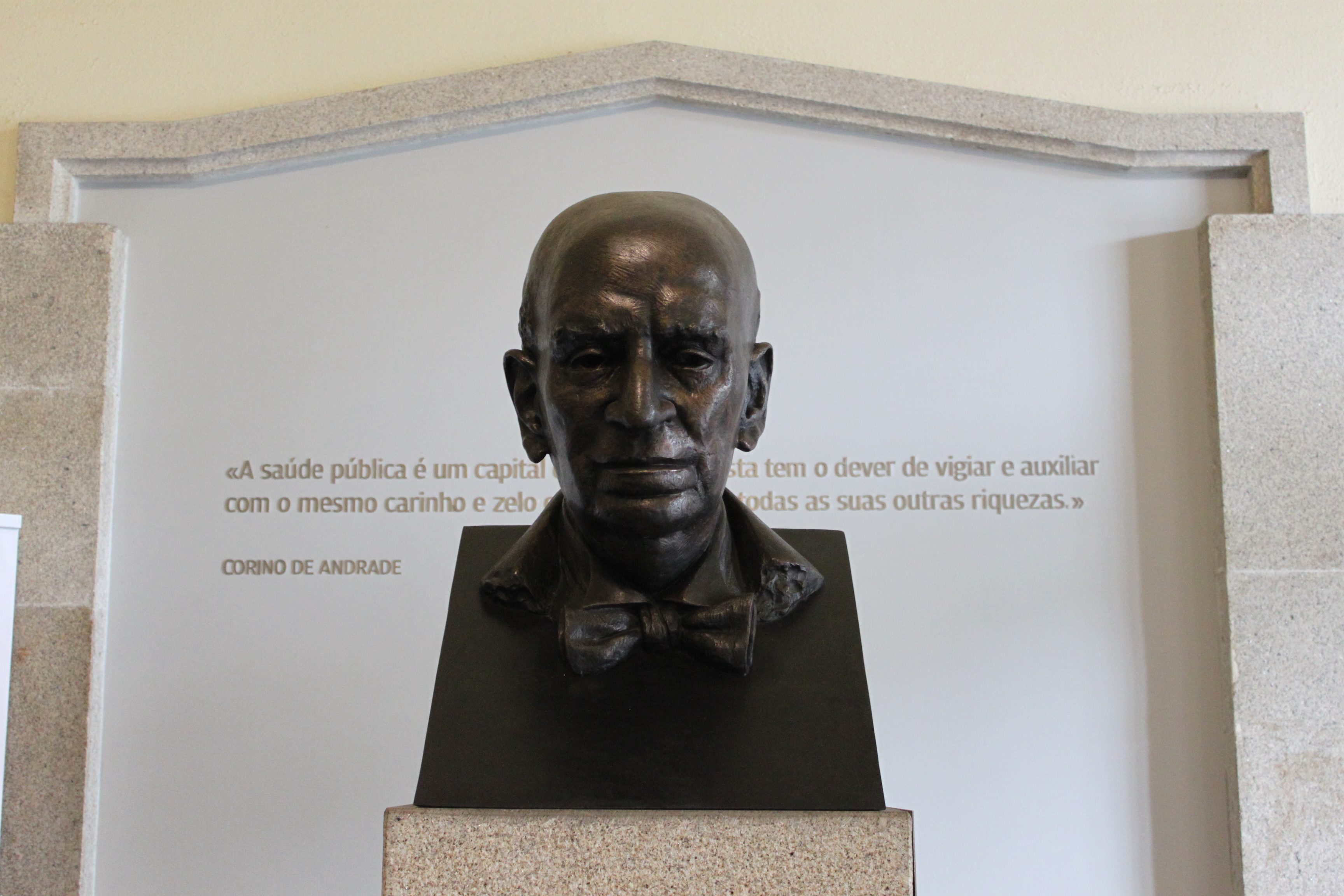
O busto do Professor Corino de Andrade, no Centro Académico Clínico do ICBAS. Por trás, estão gravadas as seguintes palavras: "A saúde pública é um capital da Nação, que esta tem o dever de vigiar e auxiliar com o mesmo carinho e zelo com que protege todas as suas outras riquezas."

O ICBAS oferece também serviços especializados à comunidade, tais como:
- Exames complementares de diagnóstico colaborando com os Hospitais de Santo António, S. João, IPO Porto e Lisboa, Instituto de Genética Médica, Hospital Maria Pia e Instituto de Medicina Legal do Porto
- Clínica e cirurgia de animais de companhia (consultas, tratamentos...)
- Clínica e cirurgia de animais de grande porte (cavalos...)
- Apoio a projectos de implementação de aquacultura
- Apoio à indústria do pescado
- Análises da qualidade da água
- Estudos nas áreas de ecotoxicologia e ambiental
- Programas de educação e treino em áreas de intervenção específica.

No âmbito da sua abertura à sociedade, o ICBAS oferece às escolas do ensino secundário e aos seus alunos em particular a oportunidade de visitas guiadas aos seus laboratórios, museu anatómico e a consulta das numerosas obras da sua biblioteca ICBAS/FFUP. As actividades extracurriculares potenciadas pelo ICBAS, pela AEICBAS e por outras associações sediadas no ICBAS (como seja o prestigiado Coral de Biomédicas) são muitas e enriquecedoras, contribuindo para o renome desta Instituição.

## Estudantes
Os estudantes do ICBAS são representados pela sua associação: a AEICBAS.
Existem vários grupos Académicos, destacando-se o Coral de Biomédicas, a Tuna Académica de Biomédicas, a Tuna Feminina de Biomédicas, o S.O.T.A.O (Grupo de Teatro do ICBAS) e o FORROBIO.

## Personalidades Relacionadas
- Abel Salazar
- Alberto Vaquina
- Alexandre Quintanilha
- António Sousa Pereira
- Corino de Andrade
- Henrique Cyrne Carvalho
- João Coimbra
- Luís Archer
- José Eduardo Pinto da Costa
- Maria de Sousa
- Nuno Grande
- Pilar Ribeiro
- Ruy Luís Gomes

## Instalações

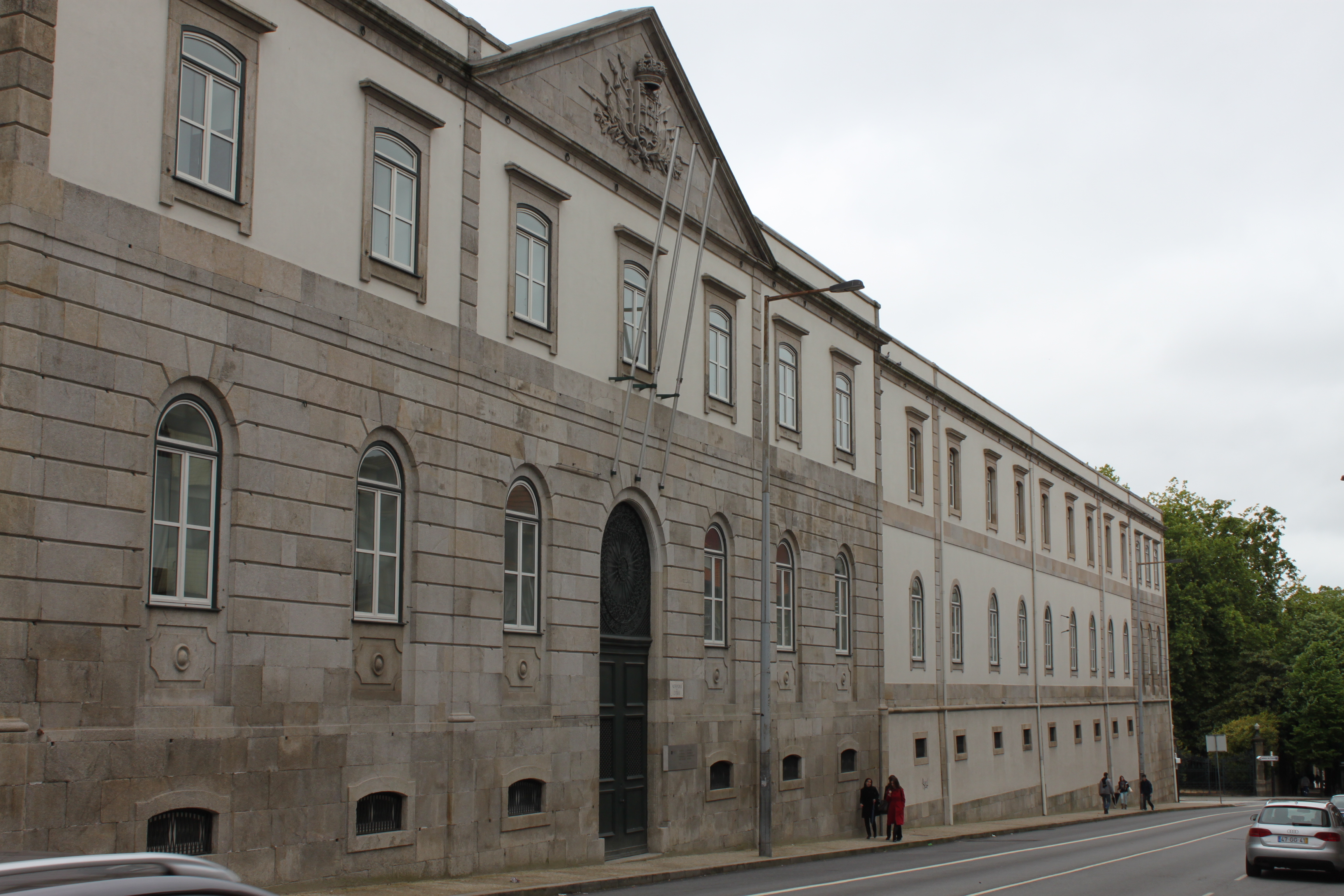
O complexo ICBAS-FFUP visto da Rua D. Manuel II.

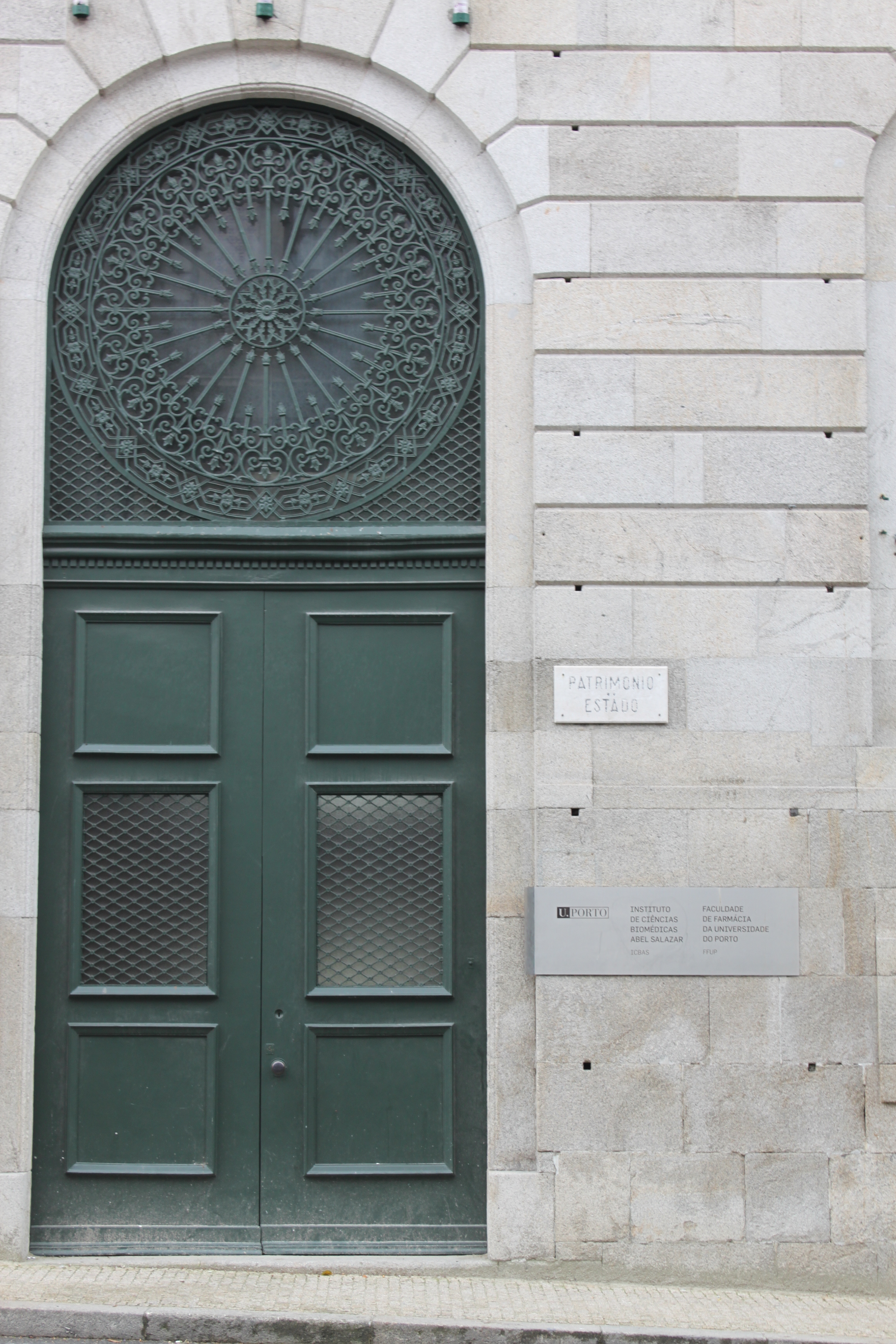
A Porta de Entrada da Rua. D. Manuel II.

O ICBAS e a Faculdade de Farmácia partilham entre si modernas instalações em estreita colaboração com o Centro Hospitalar Universitário do Porto, ampliando as valências do Hospital Geral de Santo António, do Centro Integrado de Cirurgia de Ambulatório e do Centro Materno-Infantil do Norte.
O complexo de edifícios interligados, inaugurado em janeiro de 2012, constitui o maior pólo de Saúde e Ciências da Vida da Península Ibérica, localizando-se a poucos metros do Hospital Geral de Santo António - onde já esteve instalada a Reitoria da Universidade do Porto - tem uma área útil superior a 35 mil metros quadrados e capacidade para receber mais de 4000 estudantes e cerca de 500 docentes, investigadores e funcionários administrativos.
O ICBAS e a Faculdade de Farmácia partilham, em regime de condomínio - entre outros recursos - Salão Nobre, biblioteca, laboratórios, anfiteatros, criando nas palavras do seu Presidente do Conselho Directivo do ICBAS (entre 2004 e 2010), Prof. Doutor António Sousa Pereira, «uma grande escola de saúde, em todos os sentidos, em estreita cooperação com o Hospital de Santo António» num retorno à «interdisciplinaridade das ciências da vida».